# Suha Tawil
Suha Tawil, född 17 juli 1963 i Jerusalem, är en palestinier som var Yassir Arafats hustru från 1990 till dennes död 11 november 2004. De gifte sig i Tunisien den 17 juli 1990 och fick en dotter tillsammans 1995. Tawil, som är fransk medborgare, bor i Paris med dottern. 
Äktenskapet mellan Arafat och Tawil hölls hemligt i femton månader, bland annat eftersom Tawil inte var muslim utan kristen. Hon är feminist och var starkt emot det kasino som de palestinska myndigheterna byggde under 1990-talet.